# Centro de Estudios Botánicos y Agroforestales
El Centro de Estudios Botánicos y Agroforestales (CEBA) del Instituto Venezolano de Investigaciones Científicas (IVIC) fue creado en 2008 como una unidad destinada a labores de investigación, extensión y apoyo, vinculadas con el área agroforestal, y con la misión de coordinar la cooperación con el Jardín Botánico de Maracaibo e impulsar programas educativos de reforestación en el occidente del país.
La sede del CEBA está ubicada en la ciudad de Maracaibo y forma parte de la dependencia regional del IVIC en el estado Zulia, creada durante el proceso de regionalización del instituto durante la década del 2000.
Actualmente el CEBA cuenta con cuatro laboratorios y dos unidades que desarrollan líneas de investigación con la misión de impulsar la generación de conocimiento, desarrollo tecnológico y formación de talento humano de alto nivel y la visión de consolidar el progreso de las comunidades ligadas a la actividad agrícola y forestal, de manera sustentable y en armonía con la naturaleza. El CEBA se apoya en la Unidad de enlace de la Oficina de Desarrollo Comunitario como parte de su compromiso con las comunidades rurales.

## Laboratorios, Investigadores, personal asociado a la investigación y Unidades

### Laboratorio de Protección Vegetal
- Investigador 
  - Ernesto San Blas (2008-presente)
- Profesional asociado a la investigación
  - Edgar Portillo (2009-presente)
  - Junior Larreal (2010-presente)
  - Brynelly Bastidas (2014-presente)

### Laboratorio de Protección y Manejo de Zonas Áridas y Semiáridas
- Investigador 
  - Carlos Portillo Quintero (2010-2012)

### Laboratorio de Ecología Espacial
- Investigadores 
  - Ada Y. Sánchez Mercado (2011-2017)
  - José R. Ferrer Paris (2011-presente)
- Profesional asociado a la investigación
  - Cecilia Lozano
  - Leinny Gonzalez
  - Lisandro Moran

## Jefatura del Centro
- Jefe (E): Ángel L. Viloria, subjefe: Ernesto San Blas (2008-2012)[4]
- Jefe: Luz Esther Sánchez, subjefe: Ernesto San Blas (2012-2014)[5]
- Jefe: Ernesto San Blas, subjefe: Ada Sánchez Mercado (2014-2015)[6]
- Jefe (E): Reinaldo Atencio, subjefe: Luz Esther Sánchez (2015-2016)
- Jefe (E): Alexander Briceño, subjefe: Luz Esther Sánchez (2016)